# Karol Wojciechowski
Karol Fulgencjusz Wojciechowski (ur. 1 stycznia 1891 w Brzozowie, zm. 13–14 kwietnia 1940 w Katyniu) – kapitan administracji (piechoty) Wojska Polskiego, ofiara zbrodni katyńskiej.

## Życiorys
Urodził się 1 stycznia 1891 w Brzozowie, w ówczesnym powiecie sochaczewskim guberni warszawskiej, w rodzinie Józefa i Heleny z Grabskich. W dwudziestoleciu międzywojennym był długoletnim oficerem 9 pułku piechoty Legionów. 3 maja 1922 zweryfikowany został w stopniu porucznika ze starszeństwem z dniem 1 czerwca 1919, w korpusie oficerów piechoty. 19 marca 1928 awansował na kapitana ze starszeństwem z dniem 1 stycznia 1928 i 192. lokatą w korpusie oficerów piechoty. W 1933 został obwodowym komendantem Przysposobienia Wojskowego w Tomaszowie Lubelskim. Od 1 lutego 1936 pełnił służbę na stanowisku podkwatermistrza III batalionu 9 pp Leg., który był detaszowany w Tomaszowie Lubelskim. Później, w tym samym stopniu i starszeństwie, został przeniesiony do korpusu oficerów administracji. W marcu 1939 pełnił służbę na stanowisku oficera placu Zamość.
Po agresji ZSRR na Polskę z 17 września 1939 w niewyjaśnionych okolicznościach dostał się do niewoli sowieckiej. W kwietniu 1940 przebywał w obozie jenieckim w Kozielsku. 11 lub 12 kwietnia 1940 został przekazany do dyspozycji naczelnika Zarządu NKWD Obwodu Smoleńskiego (lista wywózkowa 022/3 z 9 kwietnia 1940). Między 13 a 14 kwietnia 1940 został zamordowany w Katyniu przez funkcjonariuszy Obwodowego Zarządu NKWD w Smoleńsku oraz pracowników NKWD przybyłych z Moskwy na mocy decyzji Biura Politycznego KC WKP(b) z 5 marca 1940. Ofiary tej zbrodni grzebano w bezimiennych mogiłach zbiorowych, gdzie od 28 lipca 2000 mieści się oficjalnie Polski Cmentarz Wojenny w Katyniu. W miejscu tym prowadzone były ekshumacje i prace archeologiczne. W 1943 jego ciało zostało zidentyfikowane w toku ekshumacji nadzorowanych przez Niemców pod numerem 1057 – raport dzienny z 5 maja 1943. Przy jego szczątkach znaleziono: legitymację oficerską oraz medalik. Figuruje na liście Komisji Technicznej PCK pod numerem 01057.
5 października 2007 minister obrony narodowej Aleksander Szczygło mianował go pośmiertnie na stopień majora. Awans został ogłoszony 9 listopada 2007 w Warszawie, w trakcie uroczystości „Katyń Pamiętamy – Uczcijmy Pamięć Bohaterów”.
Był żonaty z Marią z Ullmannów, z którą miał dwie córki: Krystynę i Barbarę.

## Ordery i odznaczenia
- Krzyż Walecznych dwukrotnie[28][29][30][31][32]
- Srebrny Krzyż Zasługi – 19 marca 1931 „za zasługi na polu wyszkolenia wojska”[33]
- Odznaka za Rany i Kontuzje z jedną gwiazdką[34]
- łotewski Medal Pamiątkowy 1918-1928 – 6 sierpnia 1929[35]

2 marca 1936 Komitet Krzyża i Medalu Niepodległości odrzucił wniosek o nadanie mu tego odznaczenia „z powodu braku pracy niepodległościowej”.

## Upamiętnienie
16 kwietnia 2013, w ramach akcji „Katyń... pamiętamy” / „Katyń... Ocalić od zapomnienia”, na bulwarze Czerwieńskim w Krakowie został zasadzony Dąb Pamięci, a przed nim odsłonięto tablicę pamiątkową dla uhonorowania Karola Wojciechowskiego.